# Martutene (novela)
Martutene es una novela en euskera de Ramón Saizarbitoria que fue publicada en el año 2012. Trata sobre las relaciones de pareja, además de muchos otros temas, como el trabajo de escritor, la medicina y la sanidad y el conflicto del País Vasco, entre otros. Está ambientada en San Sebastián. Martin y otros personajes de la novela viven en el barrio de Martutene, que da nombre a la obra. La novela Montauk de Max Frisch es la referencia principal de la obra: el nombre de la chica extranjera es Lynn y es el personaje principal del libro de Frisch. 
La novela es el resultado de nueve años de trabajo de Saizarbitoria, y fue publicada después de Kandinskyren tradizioa (2003). Constituye el trabajo más largo que haya escrito. Según la crítica, está considerada la mejor novela de la literatura en euskera de los últimos tiempos.

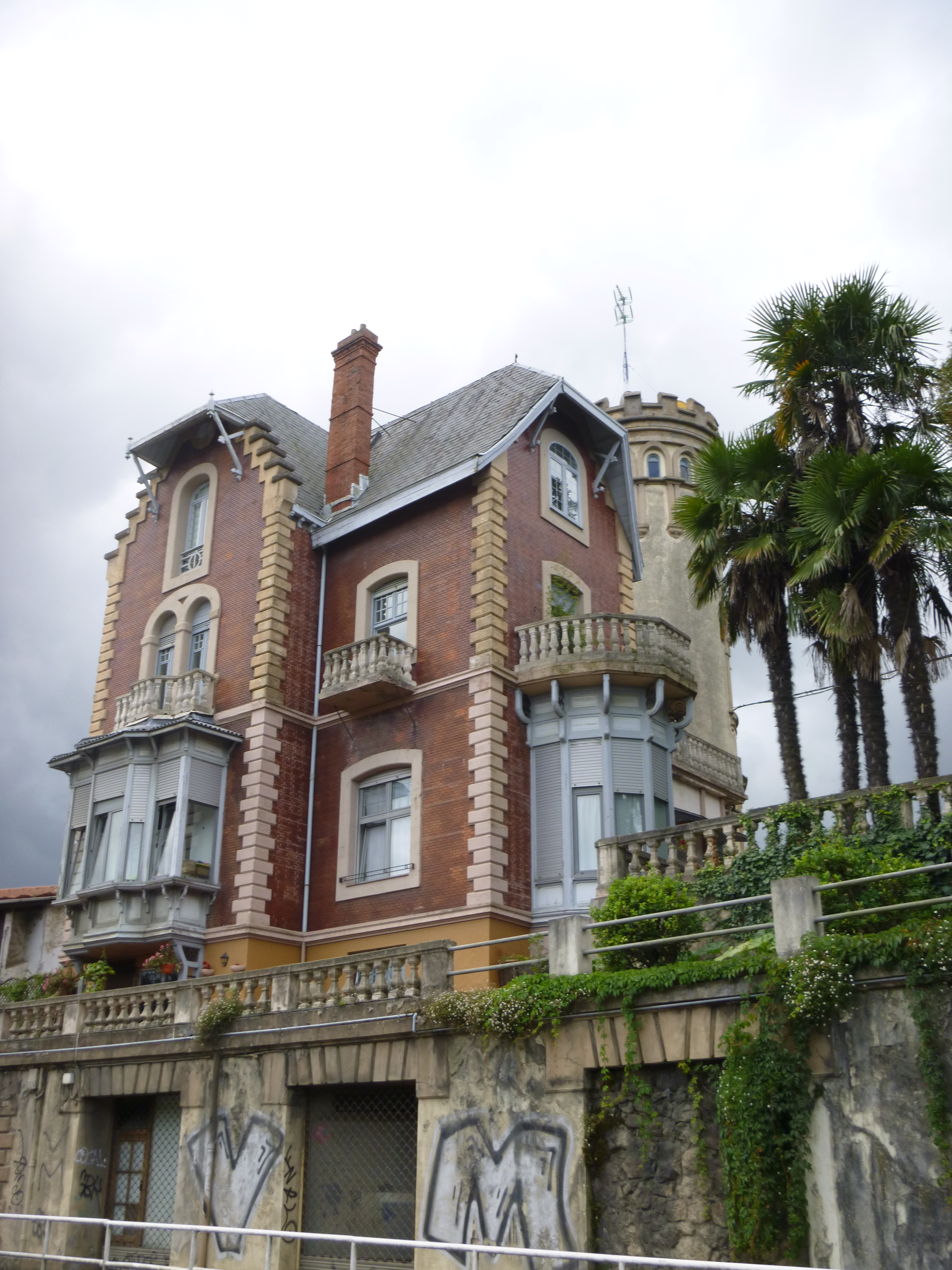
En la novela Martutene, Martin y Julia viven en el barrio del mismo nombre de San Sebastián.